# ギリシャ第一共和政

ギリシャ暫定政権（1822年 - 1827年）
ギリシャ国（1827年 - 1832年）
Προσωρινὴ Διοίκησις τῆς Ἑλλάδος (ギリシャ語)
Ἑλληνικὴ Πολιτεία (ギリシャ語)

国の標語: Ελευθερία ή θάνατος（ギリシア語）
自由か死か
独立時のギリシャの地図（1832年)

ギリシャ第一共和政（ギリシャだいいちきょうわせい、ギリシア語: Α΄ Ἑλληνικὴ Δημοκρατία）は、オスマン帝国に対するギリシャ独立戦争の間、暫定的なギリシャ国家である。「ギリシャ第一共和政」という名称は歴史学的な用語であり、学者やギリシャ政府によって使用されている。この名称は、ギリシャの独立後、王政成立以前における革命政府の憲法的・民主的性質を強調し、後の第二共和政、第三共和政と関連付ける目的で用いられている。

## 独立戦争開始
1821年3月6日、アレクサンドル・イプシランチ率いるフィリキ・エテリアの部隊はロシア・ルーマニア国境のプルト川を越え、オスマン帝国領、モルドヴァへ侵入、ここにギリシャ独立戦争が開始された。しかし、初期において列強国はこれを非難、ロシアにいたってはイプシランチの軍籍を剥奪、オスマン帝国がこれを鎮圧することを歓迎、イプシランテの部隊は6月、全滅した。しかし、イプランチの蜂起はギリシャ各地のイピロス、マケドニア、テッサリア、中央ギリシャ、ペロポネソス、エーゲ海の島々で散発的ながら民衆蜂起が続き、特にペロポネソスでの蜂起は在地オスマン帝国軍が留守にしていたことから、ギリシャにおける反乱軍の主力と化した。
列強国がこれに冷淡な態度を取るのと裏腹に、ヨーロッパ各地ではギリシャでの蜂起を支持する人々が多数存在し、中には義勇軍としてギリシャへ向かう者まで現れ、詩人バイロンやプーシキンもこれに参加した 。ギリシャの反乱軍は独立戦争初期において、有利な戦いを展開していたが、内部では個々の勢力が乱立したため、戦争に決着をつけることができず、ペロポネソス、中央ギリシャ西部、中央ギリシャ東部でそれぞれ臨時政府を結成、また、この他にも個人、集団、地域で様々な党派が現れており、一枚板ではなかった。彼らは目的こそ同じなれど、それ以外の点では利害が対立しており、独立後のギリシャの想像図は明らかに異なる見解を抱いていた。
1821年12月、これらの問題を解決するため、エピダウロスで三政府代表者による第1回国民議会が開催され、三政府の統合が合意、その一派の指導者マヴロコルダトスが大統領に選任され、翌年1月にはギリシャ初の憲法が公布され、現代ギリシャの礎が形成された。そして1822年、憲法は改正され、三政府が一つの中央政府に統合されたが、この新政府も憲法の結局、決め手となることはなく、ギリシャでは二回の内戦（1823年11月から1824年、1824年11月から1824年12月）が生じることとなった。そしてギリシャは依然、列強国に認められていなかったが、この不安定な状況を改善できるのは列強国のみと判断、臨時政府は1824年、1825年と二回にわたってイギリスへ仲介を求めた。

## 大統領選出とナヴァリノの海戦
独立戦争も後半に至るとオスマン帝国はエジプトよりメフメト・アリの息子イブラヒム・パシャを派遣、クレタ島、アテネが占領され、ギリシャ軍は苦境に陥り、独立戦争の継続も困難な状態と化しつつあった。しかし、ここに至って列強国、イギリス、フランス、ロシアは態度に変化を示した。
1825年、ギリシャの窮状を危惧したイギリス外相ジョージ・カニングはギリシャ人指導者が提案した仲裁案は拒否したが、使節団をロシアに派遣、1826年4月、イギリスとロシアとは『ペテルブルク議定書』を調印、オスマン帝国を宗主国とするギリシャ自治国の構築を確認、ギリシャ独立戦争への介入を開始した。また、オスマン帝国に強い影響力を持っていたフランスはこれに同調、『ペテルブルク議定書』は1927年、『ロンドン条約』へ発展、三国は正式に介入を開始、この介入により、列強三国はギリシャへの強い影響を持つこととなり、ギリシャ国内で『イギリス派』『ロシア派』『フランス派』に分かれ、ギリシャ国内の各派閥の傾向も明らかになった。

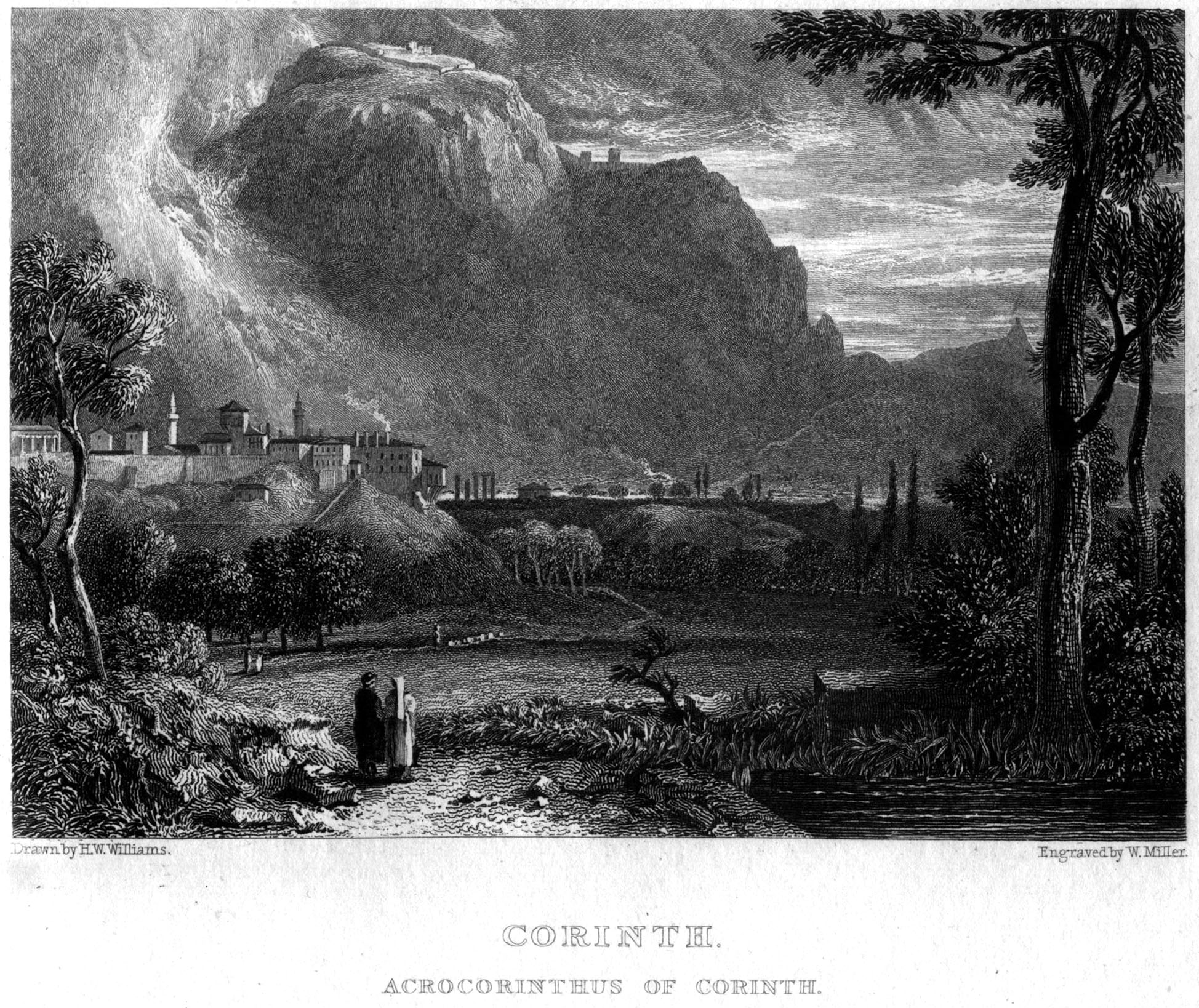
当時のギリシャを描いた絵画

ギリシャ臨時政府は1827年5月、トレゼネで第三回国民議会を開催、新たな憲法が公布され、ロシア帝国の外務次官であるイオアニス・カポディストリアス伯爵がギリシャ大統領に選出され、ギリシャへ向かう前にヨーロッパ各地でギリシャの独立支援を訴えた。しかし、1828年1月18日、ナフプリオンの到着、ギリシャ入りしたカポディストリアスは独立戦争に参加しているギリシャ人たちギリシャの未来像を描いていないとして信用しておらず、1月29日、憲法を停止させ、国民会議の延期を宣言、臨時政府を解散、それに代わり評議会パンエリオンを設立、そして反乱軍を正規軍にするための改革、そして行政を行うための組織、税制、商業基盤、法体制の構築を急がさせ、さらにギリシャ民族の意識作りのために古代ギリシャの文化の教育も行った。
一方、ギリシャの自治国化を拒絶したオスマン帝国の態度は1827年10月20日、ナヴァリノの海戦を生じることとなったが、三国の艦隊がオスマン艦隊に勝利、これによりギリシャ独立戦争の雌雄は決した。しかし、1828年、露土戦争が勃発したため、ギリシャの国境設定は後回しにされることとなった。露土戦争終了後の1829年、アドリアノープル条約により、ギリシャの自治国の構築が決定、1830年、『ロンドン議定書』により、三国の保護下ながらギリシャは独立を達成、ギリシャを王国化することが決定されたが、国境の画定は1832年5月まで延期された。
カポディストリアスの政治により排除された独立戦争時のギリシャ指導者たちはカポディストリアスの政治が独断専行行為と考えており、その不満は日を増すごとに増加した。また、カポディストリアスの元ロシア官僚であるという背景はイギリス、フランス両国にカポディストリアスがロシアを優遇させるのではないかという危惧を抱かせていた。そのため、カポディストリアスへの攻撃が増大、1930年にはペロポネソス南部、マニの名望家、マブロミハリス家のペトロベイスはナフプリオンにおいて議会を召集、カポディストリアスによって廃止された国民議会憲法の復帰が議論され、さらにイドラ島では蜂起への動きを見せた。これに対し、カポディストリアスはペトロベイスを逮捕したが、ペトロベイスの一族はこれに反発、1831年10月19日、カポディストリアスは暗殺された。

## 王政への道
1833年2月、オソン1世は仮首都、ナフプリオンへ到着、ギリシャ王国が成立した。